# Lupinus seifrizianus
Lupinus seifrizianus là một loài thực vật có hoa trong họ Đậu. Loài này được (C.P.Sm.) C.P.Sm. miêu tả khoa học đầu tiên.